# 크리스티안 9세
크리스티안 9세(덴마크어: Christian IX, 1818년 4월 8일 ~ 1906년 1월 29일)는 덴마크의 국왕(재위: 1863년 11월 15일 ~ 1906년 1월 29일)이다. 글뤽스부르크 왕가 출신의 최초의 덴마크의 군주이기도 하다. 영국의 조지 5세와 러시아의 차르 니콜라이 2세의 외할아버지이다. 현 영국 국왕 찰스 3세 친고조할아버지 겸 외고외현조할아버지이다.

## 생애
슐레스비히홀슈타인존더부르크글뤽스부르크 공작 프리드리히 빌헬름과 헤센카셀 방백 영애 루이제 카롤리네 사이에서 넷째 아들로 태어났다. 어머니 루이제 카롤리네는 프레데릭 5세의 딸 루이제와 헤산카셀 방백 프레데릭 2세의 아들인 헤센카셀의 카롤의 딸이었다. 또한 프레데릭 6세의 왕비 헤센카셀의 마리아는 그의 이모였다.
1842년 6촌간인 헤센카셀의 루이세와 결혼, 덴마크 왕실에서 대여해 준 코펜하겐 시내의 집에서 생활했다. 크리스티안과 루이세 부부는 양쪽 모두 덴마크 왕실의 피를 잇고 있었는데, 그 인연으로 1852년 후사가 없는 덴마크 국왕 프레데릭 7세의 추정상속자 겸 양손자가 되고, 곧 프레데릭 7세의 계승자로 선택되었다. 같은 해 런던 의정서를 통해 국제적으로도 덴마크 왕실의 승계를 인정받은 크리스티안은 1863년 덴마크의 국왕으로 즉위했다.
즉위하자마자 제2차 슐레스비히 전쟁이 발발하여 이듬해에는 빈 조약을 통해 슐레스비히 공국, 홀슈타인 공국을 프로이센과 오스트리아에 넘겨주게 되었다.

## 자녀
자녀들 대부분이 국왕 또는 왕비가 되었기 덕분에 그는 많은 유럽 군주들의 할아버지가 되었다. 러시아 황제 니콜라이 2세, 영국 국왕 조지 5세, 노르웨이 국왕 호콘 7세, 그리스 국왕 콘스탄티노스 1세 등이 그의 손자들이다.
| 사진 | 사진 | 이름           | 생일             | 사망                   | 기타                                                                        |
| ---- | ---- | -------------- | ---------------- | ---------------------- | --------------------------------------------------------------------------- |
| 장남 |      | 프레데리크 8세 | 1843년 6월 3일   | 1912년 5월 14일(68세)  | 후임 덴마크 국왕, 슬하 4남 4녀                                              |
| 장녀 |      | 알렉산드라     | 1844년 12월 1일  | 1925년 11월 20일(80세) | 영국 에드워드 7세 왕비, 슬하 3남 3녀                                        |
| 차남 |      | 요르요스 1세   | 1845년 12월 24일 | 1913년 3월 18일(67세)  | 그리스 국왕으로 선출, 슬하 5남 3녀                                          |
| 차녀 |      | 다그마르       | 1847년 11월 26일 | 1928년 10월 13일(80세) | 러시아 제국 알렉산드르 3세 황후, 슬하 4남 2녀                               |
| 3녀  |      | 튀라           | 1853년 9월 29일  | 1933년 2월 26일(79세)  | 제3대 컴벌랜드와 테비오트데일 공작 어니스트 오거스터스와 결혼, 슬하 3남 3녀 |
| 3남  |      | 발데마르       | 1858년 10월 27일 | 1939년 1월 14일(80세)  | 슬하 4남 1녀                                                                |